# Monacká kuchyně
Monacká kuchyně je ovlivněná francouzskou a italskou kuchyní, a řadí se mezi středomořské kuchyně. Kuchyně Monaka hojně používá ryby a mořské plody. Nejznámějším tradičním pokrmem v Monaku jsou taštičky barbajuan. Je to pečivo nejčastěji naplněné sýrem, rýží, pórkem nebo špenátem. Nejoblíbenějším nápojem je šampaňské nebo kvalitní víno pocházející z francouzských nebo italských vinic.

## Suroviny
Monako převzalo mnoho z francouzské a italské kuchyně, přesto má svoji charakteristickou kuchyni. Využívá mnoho ryb (tresku, ančovičky), mořských plodů, ovoce a zeleninu (cibuli, česnek, olivy, olivový olej). Základním pokrmem je chléb, který se konzumuje k většině jídel a i samostatně s nejrůznějšími delikatesami. Mezi kořením převažují bazalka, bobkový list, fenykl a šafrán. Pokrmy se připravují výhradně z kvalitních surovin.

## Tradiční jídla
- Barbajuan, národní jídlo, smažené taštičky plněné špenátem a sýrem, případně i dalšími ingrediencemi (mangolem, ricottou, pórkem, česnekem a bylinkami). Nejčastěji se podávají jako předkrm.
- Stocafi, národní jídlo, pokrm ze sušené tresky, která je uvařená v rajčatové omáčce s černými olivami, česnekem a další zeleninou. Omáčka se dolévá vínem nebo koňakem. Jako příloha jsou podávány brambory.
- Pan Bagmat, národní jídlo, sendvič s masem a čerstvou zeleninou. Často je obložen tuňákem nebo ančovičkami. Dále může obsahovat vařená vejce, kapary, zelený salát, plátky rajčat, olivy a olivový olej na zálivku.Bouillabaisse

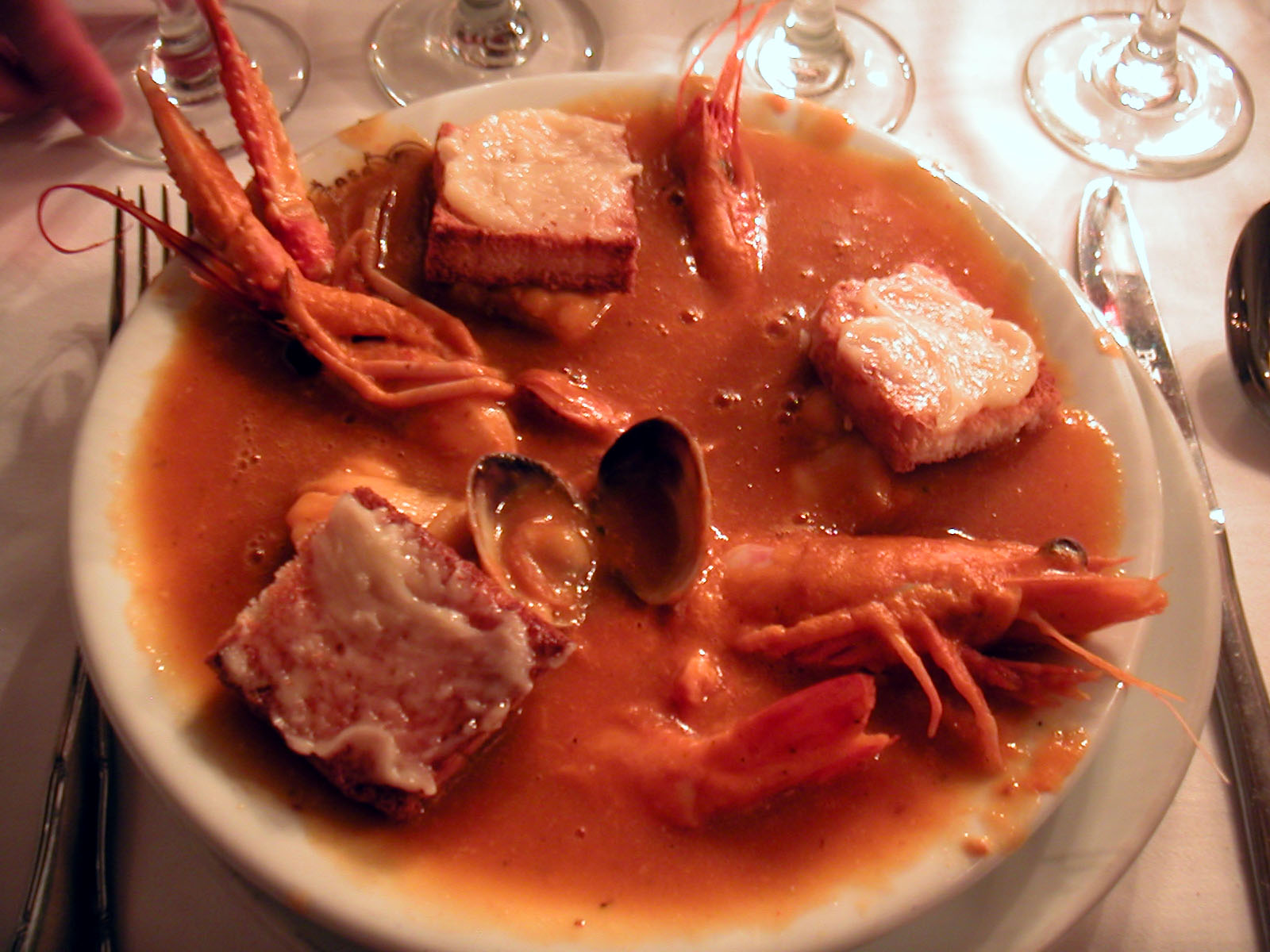
Bouillabaisse

- Pissaladiere, slaný koláč obložený ančovičkami, cibulkou, rajčaty a olivami
- Bouillabaisse, tradiční rybí polévka obsahující různé druhy vařených ryb, korýšů a zeleniny. Je ochucená bylinkami a kořením, jako jsou česnek, pomerančová kůra, bazalka, bobkový list, fenykl a šafrán.
- Tortila, placka z kukuřičné nebo pšeničné mouky s olivami, cibulí a slaninouFoie gras

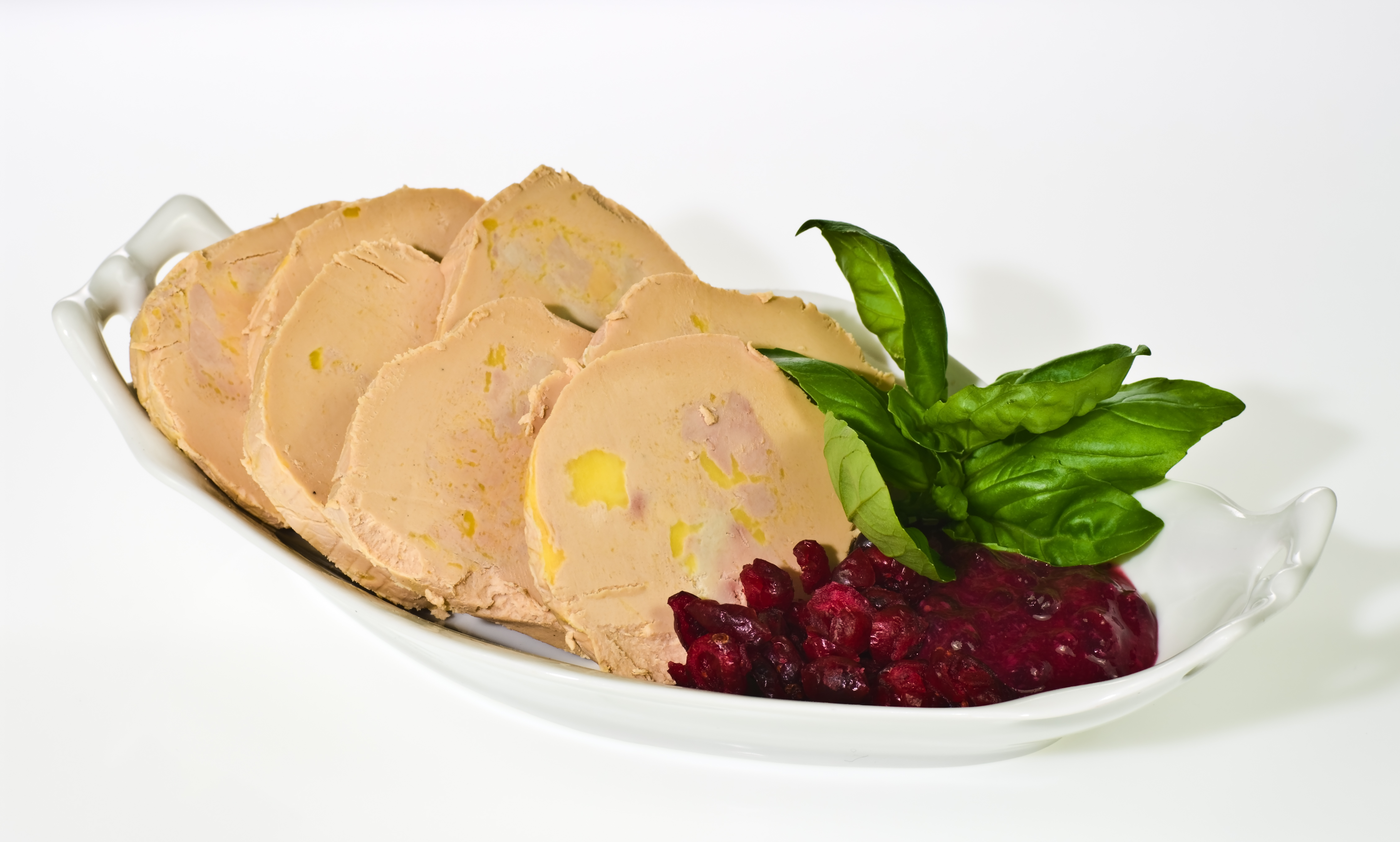
Foie gras

- Panini, předpečené pečivo se šunkou, sýrem a zeleninou
- Anshuad, pyré z ančoviček s kapary a olivovým olejem
- Supion, smažená sépie nebo chobotnice
- E pack, rolka s pikantní omáčkou
- Porchetta, mísa s vepřovým masem, česnekem, cibulí a bylinkamiPanini

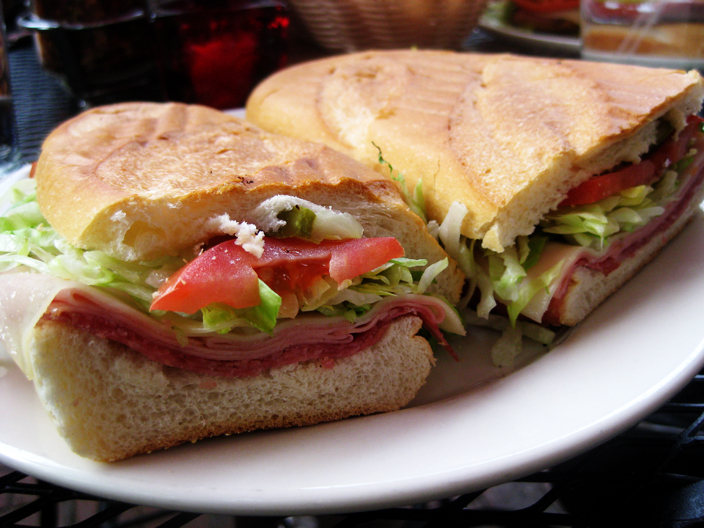
Panini

- Foie gras, ztučnělá játra vodních ptáků, především hus a kachen. Jsou považována za delikatesu.
- Krevety a mořští koníci, podávají se se zeleninou a kořenímFougasse

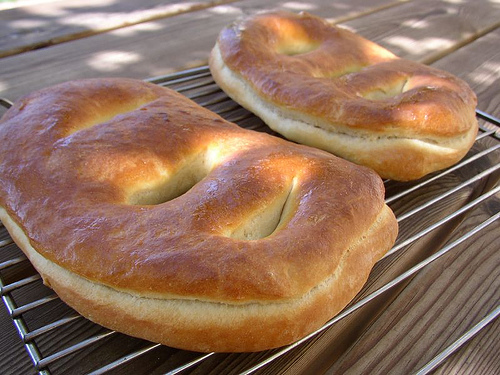
Fougasse

- Mořské plody, podávají se s mnoha druhy omáček
- Grilovaný mořský vlk
- Jehněčí kotletka, podává se s bramborovou kaší
- Karamelizovaná křepelka, podává se s lanýžovou omáčkou

## Sladká jídla
- Fougasse, sladké pečivo ochucené pomeranči, zdobené oříšky, rozinkami nebo anýzem.
- SoccaSocca, koláčky z kukuřičné mouky

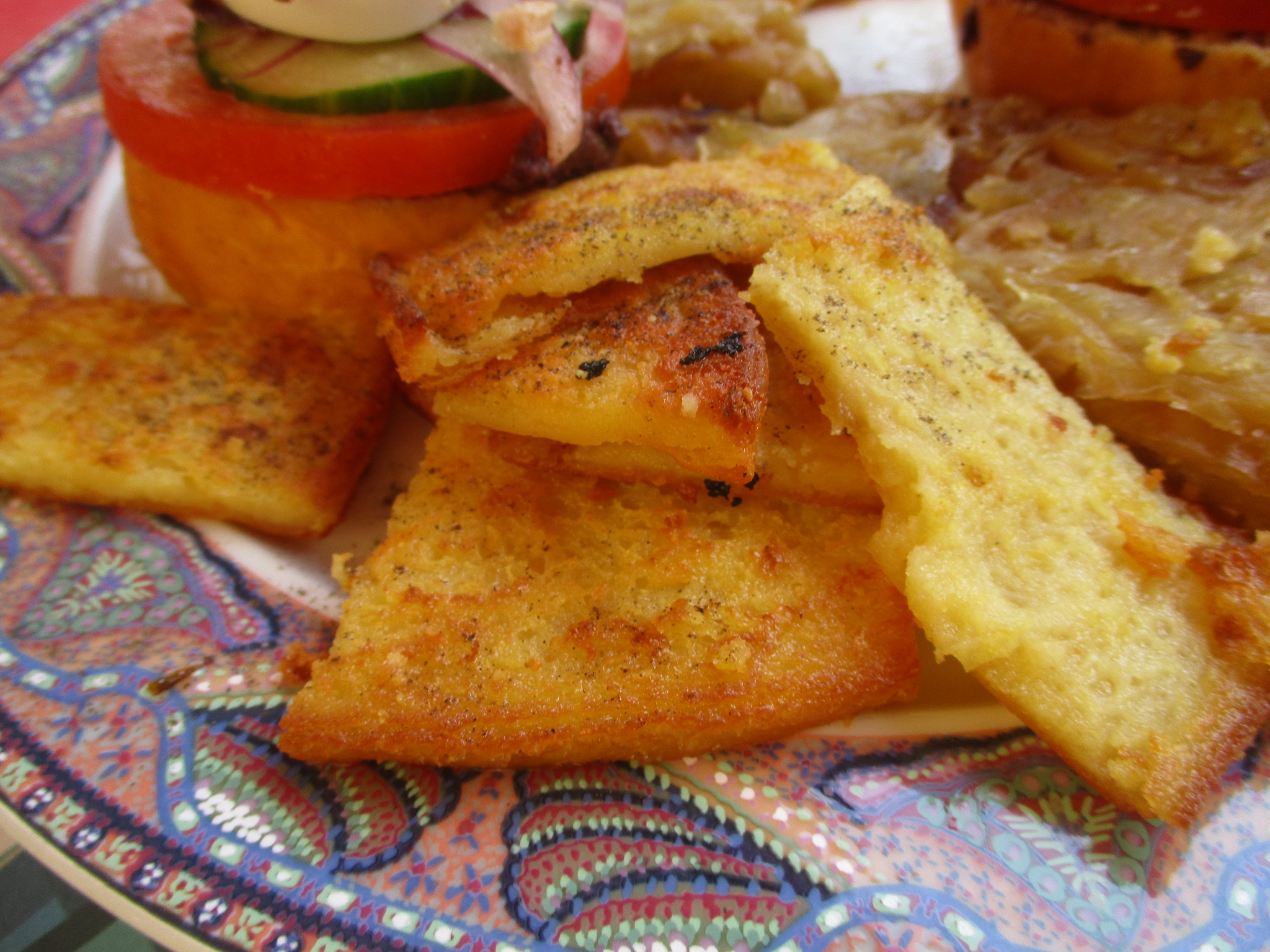
Socca

- Crepe Suzette, palačinky polité likérem Grand Marnier a zapálené. Toto sladké jídlo objevil v roce 1896 šéfkuchař Henri Charpentiera. Servíroval je budoucímu králi Anglie Edwardu VII. Omylem jídlo zapálil, přesto jej králi naservíroval. Králi a jeho dívce Suzette palačinky chutnaly, proto je po ní pojmenoval.

## Nápoje
- Víno, francouzská a italská vína. Víno se používá také jako ingredience do mnoha pokrmů, při pečení masa a do omáček.
- Šampaňské
- Pivo
- Káva